# Morgan Motor Company (Vereinigte Staaten)
Morgan Motor Company war ein US-amerikanischer Hersteller von Kraftfahrzeugen.

## Unternehmensgeschichte
Das Unternehmen hatte seinen Sitz in Brooklyn im US-Bundesstaat New York. Es stellte motorisierte Fahrräder, Dreiräder und Zubehör für die Automobilbranche her. Es ist nicht bekannt, ob dies bereits vor 1900 geschah. 1900 entstand das erste Automobil, das dem Anschein nach nicht vermarktet wurde. 1901 wurde angekündigt, dass Aufträge für Automobile entgegengenommen würden. Für 1902 ist eine kleine Produktion von Autos überliefert. Der Markenname lautete Morgan. Nach 1902 verliert sich die Spur des Unternehmens.
Es gab keine Verbindungen zur britischen Morgan Motor Company und zur Morgan Motor Truck Company, die den gleichen Markennamen nutzten.

## Fahrzeuge
Der Prototyp von 1900 war ein leichter Runabout. 1901 konnten Dampfwagen und Personenkraftwagen mit Ottomotor bestellt werden.